# Đồng hồ thông minh

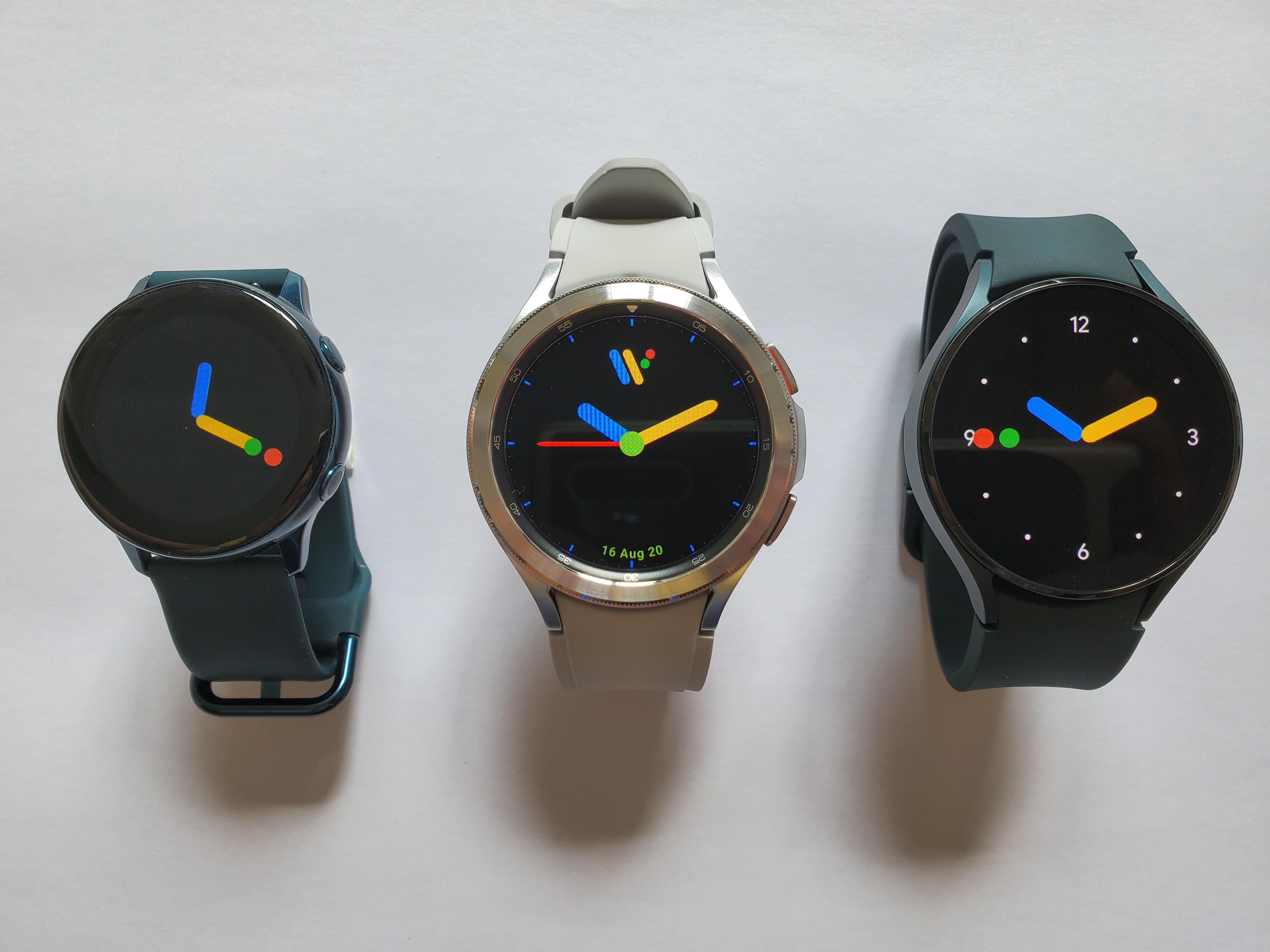
Đồng hồ Samsung Galaxy

Đồng hồ thông minh hay còn gọi là smartwatch là đồng hồ đeo tay vi tính hóa với chức năng như tăng cường thời gian duy trì và thường được so sánh với thiết bị kỹ thuật số cá nhân (PDA). Trong khi những phiên bản đầu tiên có thể thực hiện những công việc cơ bản như tính toán, dịch hay chơi trò chơi thì đồng hồ thông minh hiện đại là một chiếc "máy tính đeo tay" hiệu quả. Rất nhiều đồng hồ thông minh chạy các ứng dụng điện thoại di động, trong khi đó một số lượng nhỏ chạy hệ điều hành của điện thoại di động hoạt động như các máy nghe nhạc hiện đại, cung cấp khả năng nghe đài, nghe nhạc và thu hình các tập tin cho người dùng thông qua một tai nghe Bluetooth. Một số dòng đồng hồ thông minh, còn được gọi là điện thoại đồng hồ, trang bị đầy đủ tính năng điện thoại di động có thể thực hiện hoặc trả lời các cuộc gọi điện thoại.
Đồng hồ thông minh có thể bao gồm các tính năng như một máy ảnh, dụng cụ đo gia tốc, nhiệt kế, máy đo độ cao, thước đo, la bàn, đồng hồ bấm giờ, máy tính, điện thoại di động, màn hình cảm ứng, định vị GPS, bản đồ, đồ họa, loa, lịch, đồng hồ, SDcard, đồng hồ thông minh được công nhận là một thiết bị lưu trữ bằng máy tính và có chức năng sạc pin. Đồng hồ thông minh có thể được điều khiển thông qua tai nghe không dây, màn hình điều khiển, tia hồng ngoại, tai nghe, bộ điều biến, hoặc các thiết bị khác.
Một số loại đồng hồ thông minh có chức năng "đồng hồ thể thao" với các tính năng theo dõi hoạt động như trong đồng hồ GPS (loại đồng hồ thể thao đặc biệt được thiết kế cho một loại thể thao) với môn lặn, thể thao ngoài trời. Chức năng có thể bao gồm các chương trình đào tạo (khoảng thời gian), thời gian một vòng, hiển thị tốc độ, đơn vị GPS theo dõi, thời gian lặn, theo dõi nhịp tim, khả năng tương thích cảm biến Cadence, và khả năng tương thích với các chuyển động thể dục thể thao.
Giống như các loại máy tính khác, một chiếc đồng hồ thông minh có thể thu thập thông tin từ các cảm biến bên trong hoặc bên ngoài. Nó có thể kiểm soát, hoặc lấy dữ liệu từ dụng cụ hoặc các máy tính khác. Nó có thể hỗ trợ công nghệ không dây như Bluetooth, Wi-Fi và GPS.

## Lịch sử

### Những năm đầu
Chiếc đồng hồ kỹ thuật số đầu tiên, ra mắt vào năm 1972, là chiếc Pulsar do Hamilton Watch Company sản xuất. "Pulsar" trở thành một thương hiệu sau đó được Seiko mua lại vào năm 1978. Năm 1982, một chiếc đồng hồ Pulsar (NL C01) có khả năng lưu trữ 24 chữ số đã được phát hành, khiến nó trở thành chiếc đồng hồ đầu tiên có bộ nhớ do người dùng lập trình, hoặc đồng hồ "memorybank".

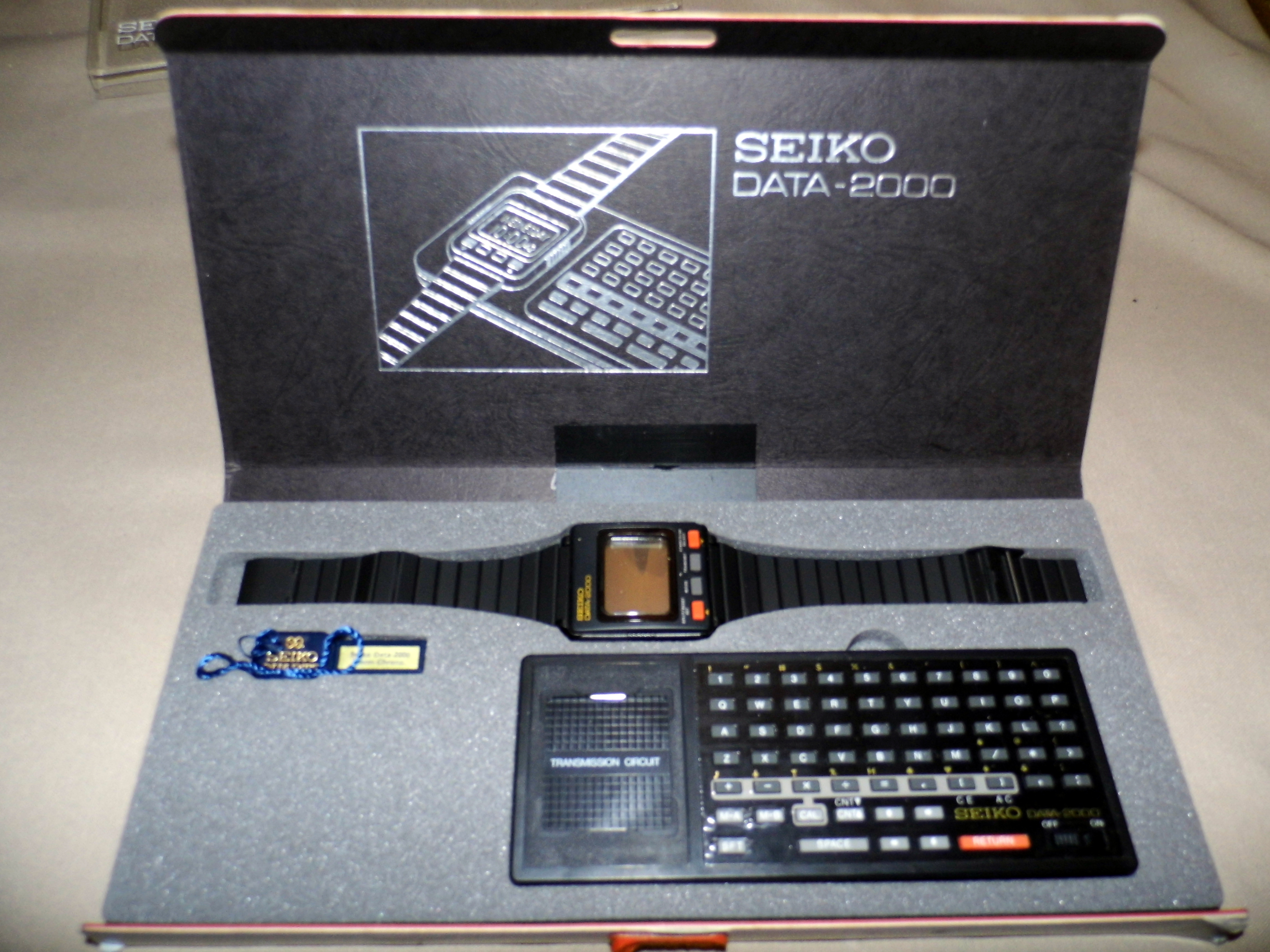
Seiko Data-2000 năm1984

Với sự ra đời của máy tính cá nhân vào những năm 1980, Seiko đã bắt đầu phát triển máy tính dưới dạng đồng hồ. Đồng hồ Data 2000 (1983) đi kèm với bàn phím bên ngoài để nhập dữ liệu. Dữ liệu được đồng bộ hóa từ bàn phím sang đồng hồ thông qua kết nối điện từ (đế không dây). Tên của nó xuất phát từ khả năng lưu trữ 2000 ký tự. Bộ nhớ của nó rất nhỏ, chỉ 112 chữ số. Nó được phát hành vào năm 1984, với các màu vàng, bạc và đen. Những mẫu này được theo sau bởi nhiều mẫu khác của Seiko trong những năm 1980, đáng chú ý nhất là "Dòng RC". RC-1000 Wrist Terminal là mẫu Seiko đầu tiên kết nối với máy tính và được phát hành vào năm 1984, sau đó có giá khoảng 100 bảng Anh, cung cấp 2 KB dung lượng lưu trữ và màn hình hai dòng 12 ký tự, truyền dữ liệu từ máy tính sử dụng giao diện RS232C. Nó được phát triển bởi Seiko Epson và được cung cấp năng lượng bởi máy tính trên chip và tương thích với hầu hết các PC phổ biến thời bấy giờ.
Trong những năm 1980, Casio bắt đầu tung ra thị trường một dòng "đồng hồ máy tính" thành công, bên cạnh những chiếc đồng hồ tính toán của mình. Dòng sản phẩm đáng chú ý nhất là Casio Data Bank. Các "đồng hồ trò chơi" mới lạ, chẳng hạn như đồng hồ trò chơi Nelsonic, cũng được Casio và các công ty khác sản xuất.
Mặc dù đồng hồ nhắn tin đã được dự đoán vào đầu những năm 1980, nhưng những sản phẩm như vậy đã trở nên rõ ràng hơn vào cuối thập kỷ, với hai sản phẩm được giới thiệu bởi hai sự hợp tác riêng biệt: Motorola và Timex sản xuất Wrist Watch Pager, và AT&T Corporation và Seiko sản xuất MessageWatch.

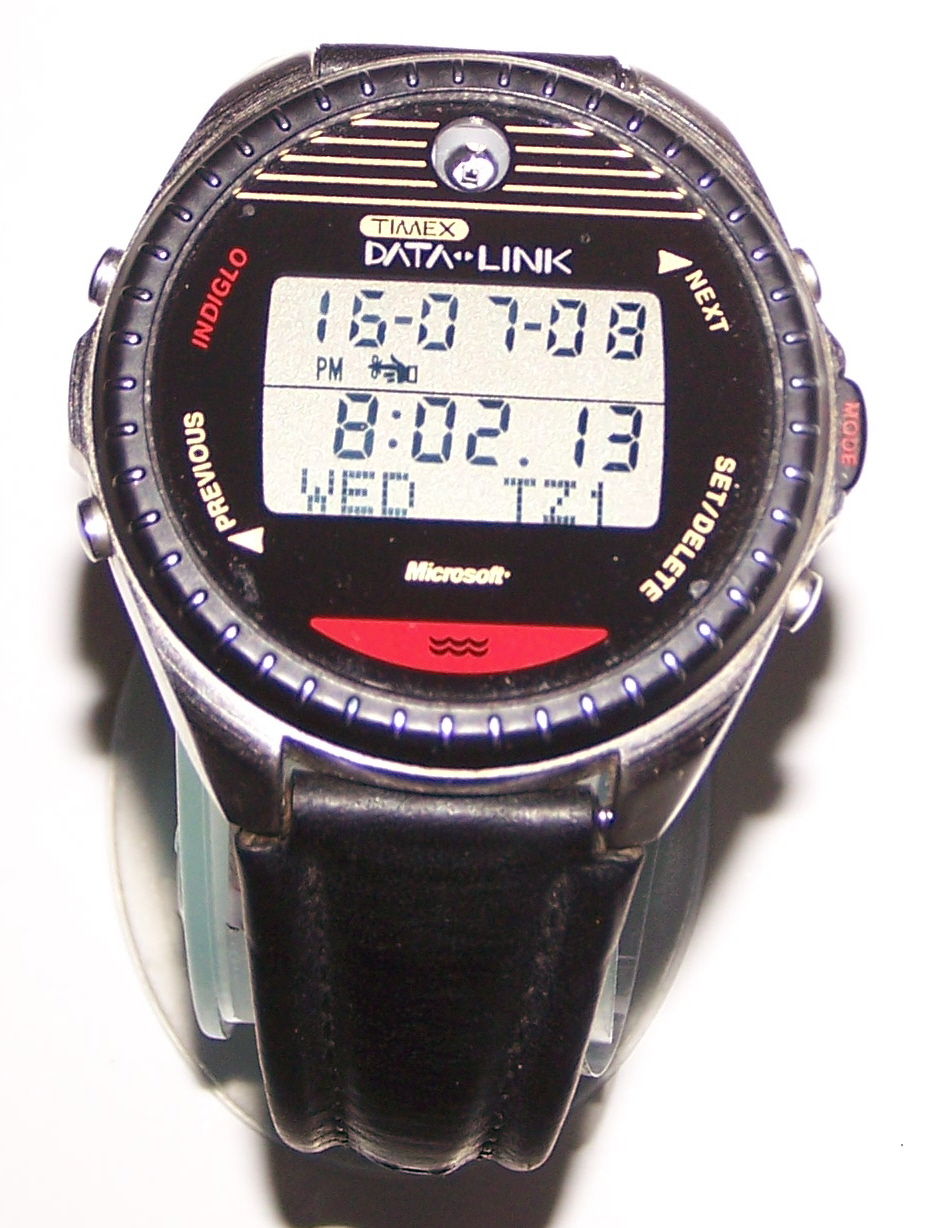
Đồng hồ Timex Datalink Model 150 được chỉ huy William Shepherd đeo trong Expedition 1 và phi hành gia Mikhail Tyurin đeo trong Expedition 14 trên Trạm Vũ trụ Quốc tế vào năm 2006

### Thập niên 1990
Đồng hồ Timex Datalink được giới thiệu vào năm 1994. Những chiếc đồng hồ Timex Datalink Smartwatch ban đầu đã nhận ra một chế độ truyền dữ liệu không dây để nhận dữ liệu từ PC. Các cuộc hẹn và danh bạ được tạo bằng Microsoft Schedule+, tiền thân của MS Outlook, có thể dễ dàng được truyền tới đồng hồ thông qua giao thức ánh sáng nhấp nháy trên màn hình.
Năm 1998, Steve Mann đã phát minh, thiết kế và chế tạo chiếc đồng hồ đeo tay Linux đầu tiên trên thế giới, mà ông đã trình bày tại IEEE ISSCC2000 vào ngày 7 tháng 2 năm 2000, nơi ông được mệnh danh là "cha đẻ của máy tính đeo được".
Năm 1999, Samsung đã ra mắt chiếc điện thoại đồng hồ đầu tiên trên thế giới, SPH-WP10. Nó có một ăng-ten nhô ra, màn hình LCD đơn sắc và thời gian đàm thoại 90 phút với loa và micrô tích hợp.

### Thập niên 2000

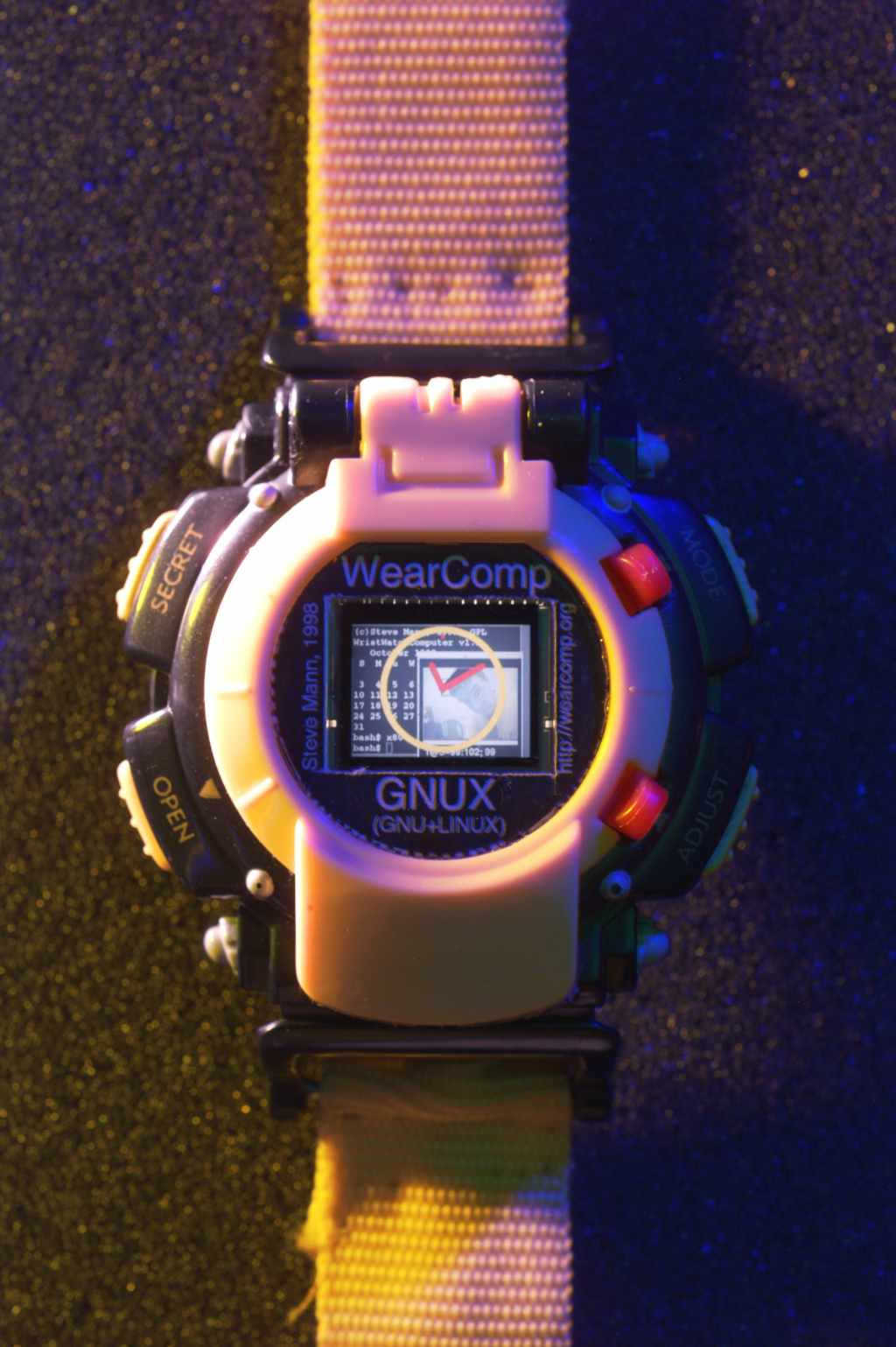
Chiếc đồng hồ thông minh Linux đầu tiên đã được trình bày tại IEEE ISSCC2000 vào ngày 7 tháng 2 năm 2000, nơi người trình bày Steve Mann được mệnh danh là "cha đẻ của máy tính đeo được". Chiếc đồng hồ này cũng xuất hiện trên trang bìa và là bài viết đặc biệt của Linux Journal Issue 75.

Vào tháng 6 năm 2000, IBM đã trưng bày một mẫu thử nghiệm cho WatchPad, một chiếc đồng hồ đeo tay chạy Linux. Phiên bản gốc chỉ có 6 giờ sử dụng pin, sau đó được kéo dài lên 12 giờ. Nó có bộ nhớ 8 MB và chạy Linux 2.2. Thiết bị sau đó được nâng cấp với một gia tốc kế, cơ chế rung và cảm biến vân tay. IBM bắt đầu hợp tác với Citizen Watch Co. để tạo ra "WatchPad". WatchPad 1.5 có màn hình cảm ứng đơn sắc QVGA 320 × 240 và chạy Linux 2.4. Nó cũng có phần mềm lịch, Bluetooth, RAM 8 MB và bộ nhớ flash 16 MB. Citizen hy vọng sẽ bán chiếc đồng hồ này cho sinh viên và doanh nhân, với giá bán lẻ khoảng 399 đô la. Epson Seiko giới thiệu đồng hồ đeo tay Chrono-bit của họ vào tháng 9 năm 2000. Đồng hồ Chrono-bit có viền xoay để nhập dữ liệu, đồng bộ hóa dữ liệu PIM qua cáp nối tiếp và có thể tải các mặt đồng hồ tùy chỉnh.
Năm 2003, Fossil đã phát hành Wrist PDA, một chiếc đồng hồ chạy hệ điều hành Palm OS và có 8 MB RAM và 4 MB bộ nhớ flash. Nó có một cây bút stylus tích hợp để giúp sử dụng màn hình đơn sắc nhỏ, có độ phân giải 160 × 160 pixel. Mặc dù nhiều nhà đánh giá tuyên bố chiếc đồng hồ này là mang tính cách mạng, nhưng nó đã bị chỉ trích vì trọng lượng (108 gram) và đã bị ngừng sản xuất vào năm 2005.
Cùng năm đó, Microsoft đã công bố đồng hồ thông minh SPOT và nó bắt đầu được bán ra trên thị trường vào đầu năm 2004. SPOT là viết tắt của Smart Personal Objects Technology, một sáng kiến của Microsoft nhằm cá nhân hóa các thiết bị điện tử gia dụng và các tiện ích hàng ngày khác. Ví dụ, công ty đã trình diễn máy pha cà phê, trạm thời tiết và đồng hồ báo thức có tích hợp công nghệ SPOT. SPOT Watch là một chiếc đồng hồ thông minh độc lập cung cấp thông tin ngay trong nháy mắt, nơi mà các thiết bị khác đòi hỏi nhiều sự tập trung và tương tác hơn. Thông tin bao gồm thời tiết, tin tức, giá cổ phiếu và tỷ số thể thao và được truyền qua sóng FM. Người dùng có thể truy cập thông tin này thông qua đăng ký hàng năm với giá từ 39 đến 59 USD.
Microsoft SPOT Watch có màn hình đơn sắc 90 × 126 pixel. Fossil, Suunto và Tissot cũng bán đồng hồ thông minh chạy công nghệ SPOT. Ví dụ, Fossil Abacus, một biến thể của Fossil Wrist PDA, có giá bán lẻ từ 130 đến 150 USD.
Sony Ericsson hợp tác với Fossil và phát hành chiếc đồng hồ đầu tiên, MBW-100, có thể kết nối với Bluetooth. Chiếc đồng hồ này sẽ thông báo cho người dùng khi nhận được cuộc gọi và tin nhắn văn bản. Tuy nhiên, chiếc đồng hồ này không phổ biến vì nó chỉ có thể kết nối và hoạt động với điện thoại Sony Ericsson.
Năm 2009, Hermen van den Burg, CEO của "Smartwatch and Burg Wearables" đã ra mắt Burg, chiếc đồng hồ thông minh độc lập đầu tiên có SIM riêng và không cần kết nối với điện thoại thông minh. Burg đã nhận được giải thưởng Sản phẩm sáng tạo nhất tại Hội chợ Canton vào tháng 4 năm 2009. Ngoài ra, Samsung cũng đã ra mắt Điện thoại đồng hồ S9110 có màn hình LCD màu 1,76 inch (45 mm) và mỏng 11,98 mm (0,472 inch).

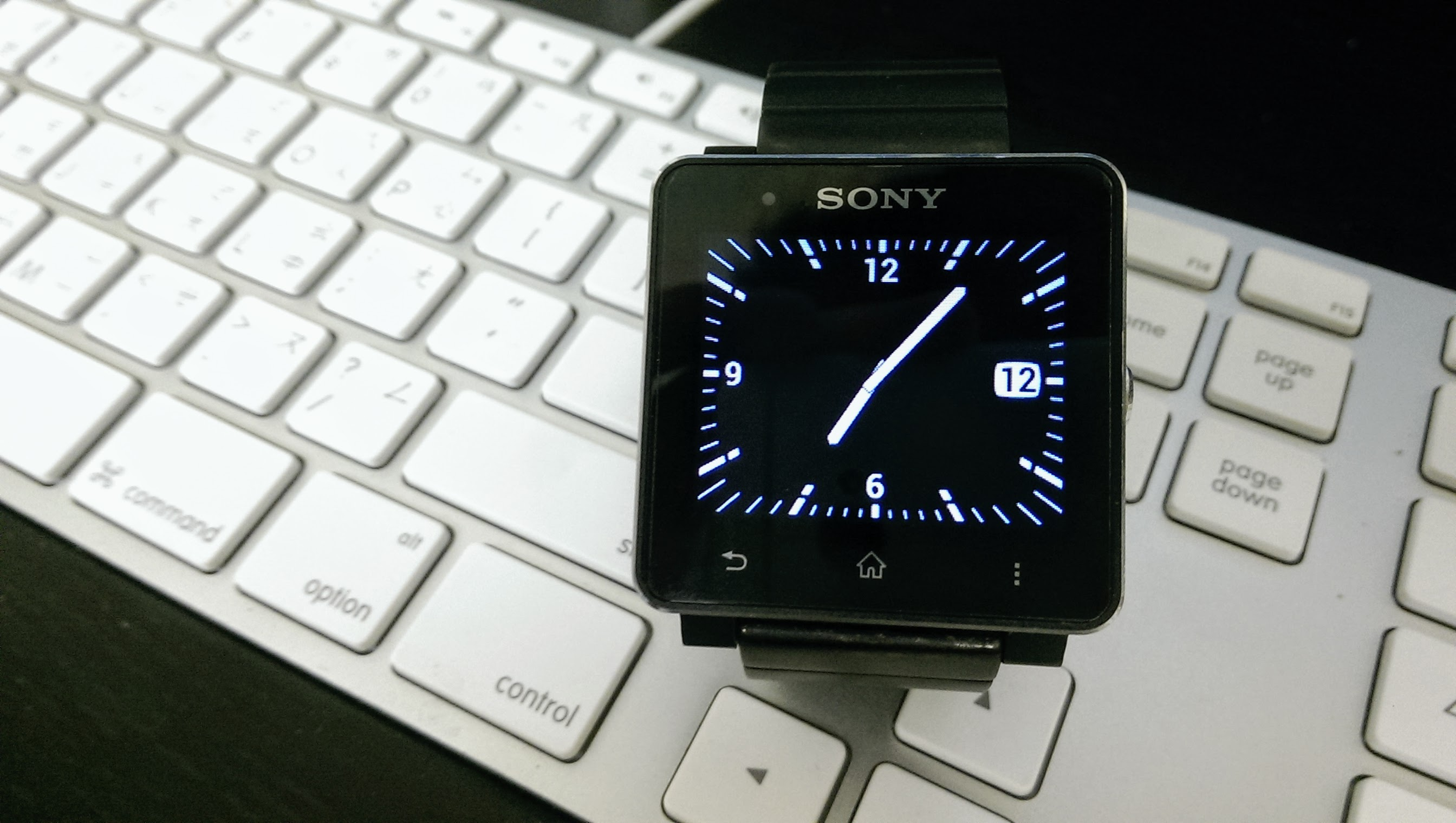
Mặt đồng hồ của Sony Smartwatch 2

### Thập niên 2010

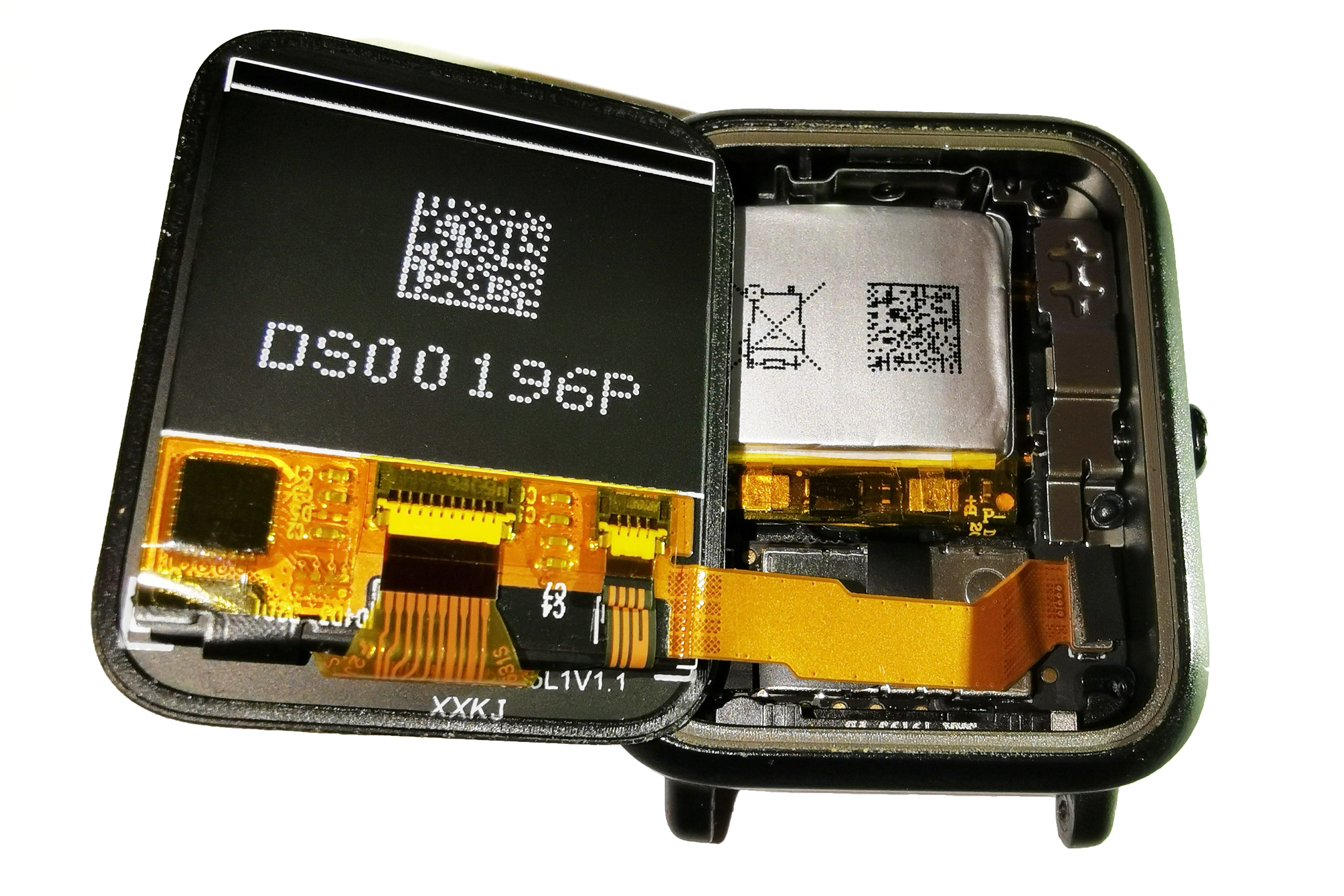
Bên trong Amazfit Bip

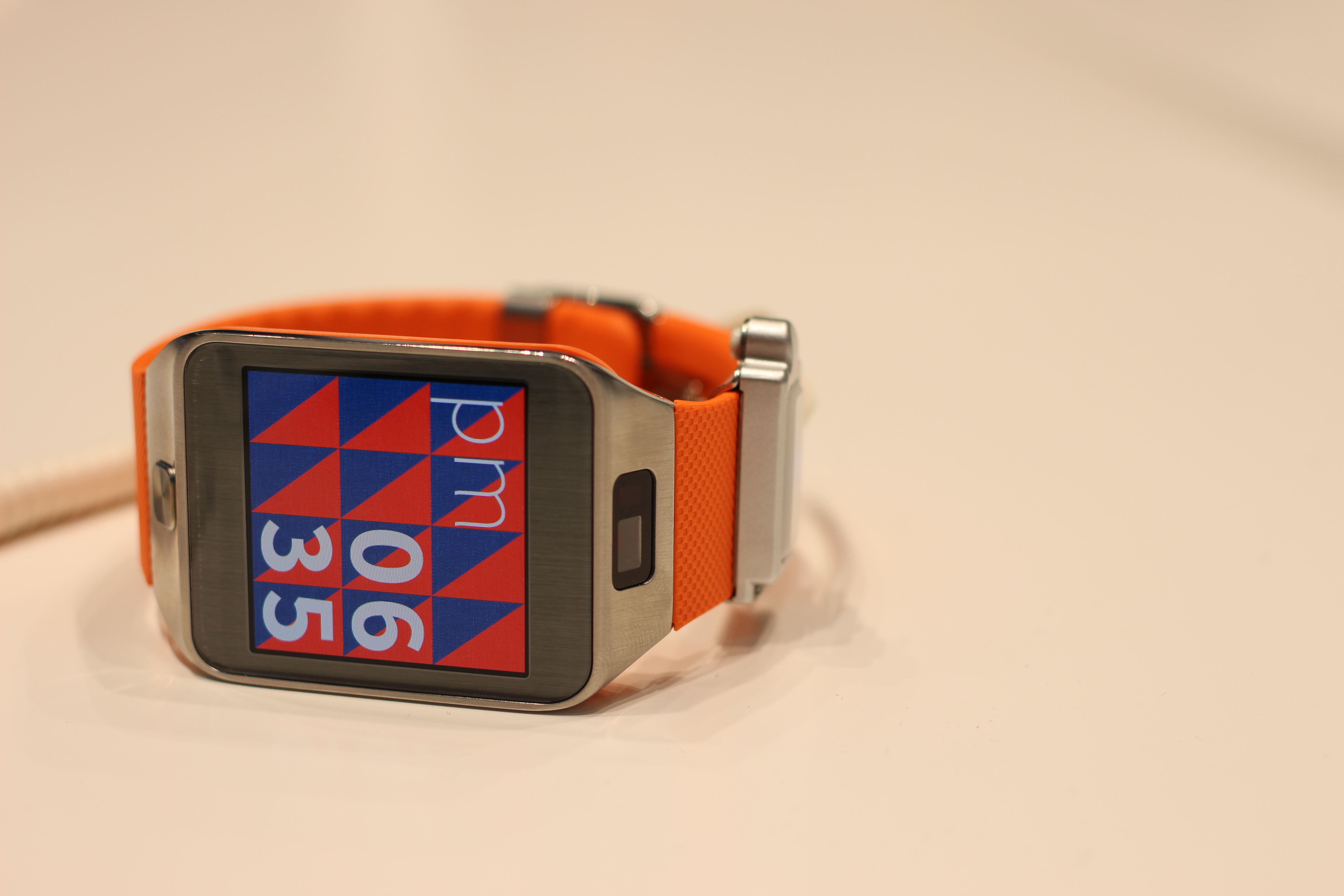
Đồng hồ thông minh Samsung Gear 2 tích hợp camera chụp ảnh và quay phim

Sony Ericsson ra mắt Sony Ericsson LiveView, một thiết bị đồng hồ đeo được về cơ bản là màn hình Bluetooth bên ngoài cho điện thoại thông minh Android. Vyzin Electronics Private Limited ra mắt đồng hồ thông minh hỗ trợ ZigBee có kết nối di động để theo dõi sức khỏe từ xa có tên VESAG. Motorola ra mắt MOTOACTV vào ngày 6 tháng 11 năm 2011.
Pebble là một chiếc đồng hồ thông minh sáng tạo đã thu về nhiều tiền nhất trên Kickstarter vào thời điểm đó, đạt được 10,3 triệu USD trong khoảng thời gian từ ngày 12 tháng 4 đến ngày 18 tháng 5 năm 2012. Chiếc đồng hồ có màn hình LCD đơn sắc 32 milimét (1,26 in) 144 × 168 pixel sử dụng "transflectiveLCD" công suất cực thấp do Sharp sản xuất với đèn nền, mô-tơ rung, máy đo từ kế, cảm biến ánh sáng xung quanh và gia tốc kế ba trục. Nó có thể giao tiếp với thiết bị Android hoặc iOS bằng cả Bluetooth 2.1 và Bluetooth 4.0 (Bluetooth Low Energy) sử dụng ngăn xếp phần mềm Bluetopia+MFi của Stonestreet One. Bluetooth 4.0 với hỗ trợ năng lượng thấp (LE) ban đầu không được bật, nhưng bản cập nhật phần mềm vào tháng 11 năm 2013 đã bật nó lên. Chiếc đồng hồ được sạc bằng cáp USB đã được sửa đổi gắn từ tính vào đồng hồ để duy trì khả năng chống nước.  Pin được báo cáo vào tháng 4 năm 2012 có thể kéo dài bảy ngày. Dựa trên phản hồi từ những người ủng hộ Kickstarter, các nhà phát triển đã thêm khả năng chống nước vào danh sách các tính năng. Pebble có xếp hạng chống nước 5 atm, nghĩa là nó có thể được chìm xuống độ sâu 40 mét (130 ft) và đã được thử nghiệm trong cả nước ngọt và nước mặn, cho phép người đeo tắm, lặn hoặc bơi trong khi đeo đồng hồ.
Năm 2013, công ty khởi nghiệp Omate đã tuyên bố rằng TrueSmart là chiếc đồng hồ thông minh đầu tiên có đầy đủ khả năng của một chiếc điện thoại thông minh. TrueSmart bắt nguồn từ một chiến dịch Kickstarter đã huy động được hơn 1 triệu đô la, trở thành chiến dịch Kickstarter thành công thứ 5 tính đến thời điểm hiện tại. TrueSmart đã ra mắt công chúng vào đầu năm 2014. Nhà phân tích thiết bị tiêu dùng Avi Greengart, từ công ty nghiên cứu Current Analysis, cho rằng năm 2013 có thể là "năm của đồng hồ thông minh", vì "các linh kiện đã trở nên đủ nhỏ và đủ rẻ" và nhiều người tiêu dùng sở hữu điện thoại thông minh tương thích với thiết bị đeo được. Công nghệ đeo được, chẳng hạn như Google Glass, được cho là sẽ phát triển thành một ngành kinh doanh trị giá 6 tỷ đô la mỗi năm và một báo cáo truyền thông vào tháng 7 năm 2013 tiết lộ rằng hầu hết các nhà sản xuất thiết bị điện tử tiêu dùng lớn đều đang thực hiện công việc nghiên cứu đồng hồ thông minh tại thời điểm công bố. Giá bán lẻ của một chiếc đồng hồ thông minh có thể lên tới hơn 300 đô la Mỹ, cộng với phí dữ liệu, trong khi chi phí tối thiểu của các thiết bị được liên kết với điện thoại thông minh có thể là 100 đô la Mỹ.
Tính đến tháng 7 năm 2013, danh sách các công ty đang tham gia vào các hoạt động phát triển đồng hồ thông minh bao gồm Acer, Apple, BlackBerry, Foxconn/Hon Hai, Google, LG, Microsoft, Qualcomm, Samsung, Sony, VESAG và Toshiba. Một số công ty đáng chú ý vắng mặt trong danh sách này bao gồm HP, HTC, Lenovo và Nokia.

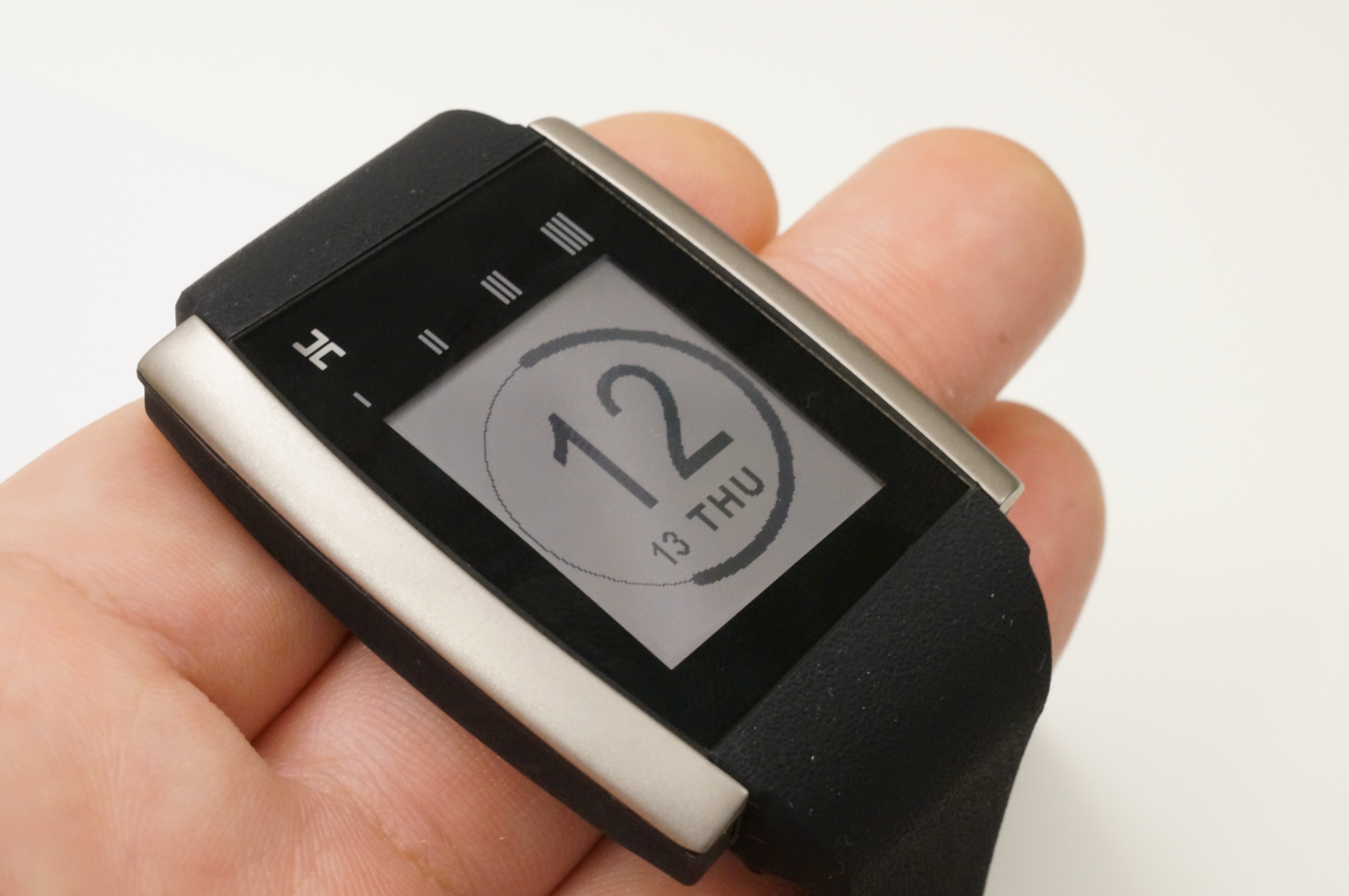
HOT Watch của PHTL có loa và micrô trên dây đeo cho phép trả lời cuộc gọi trên đồng hồ.

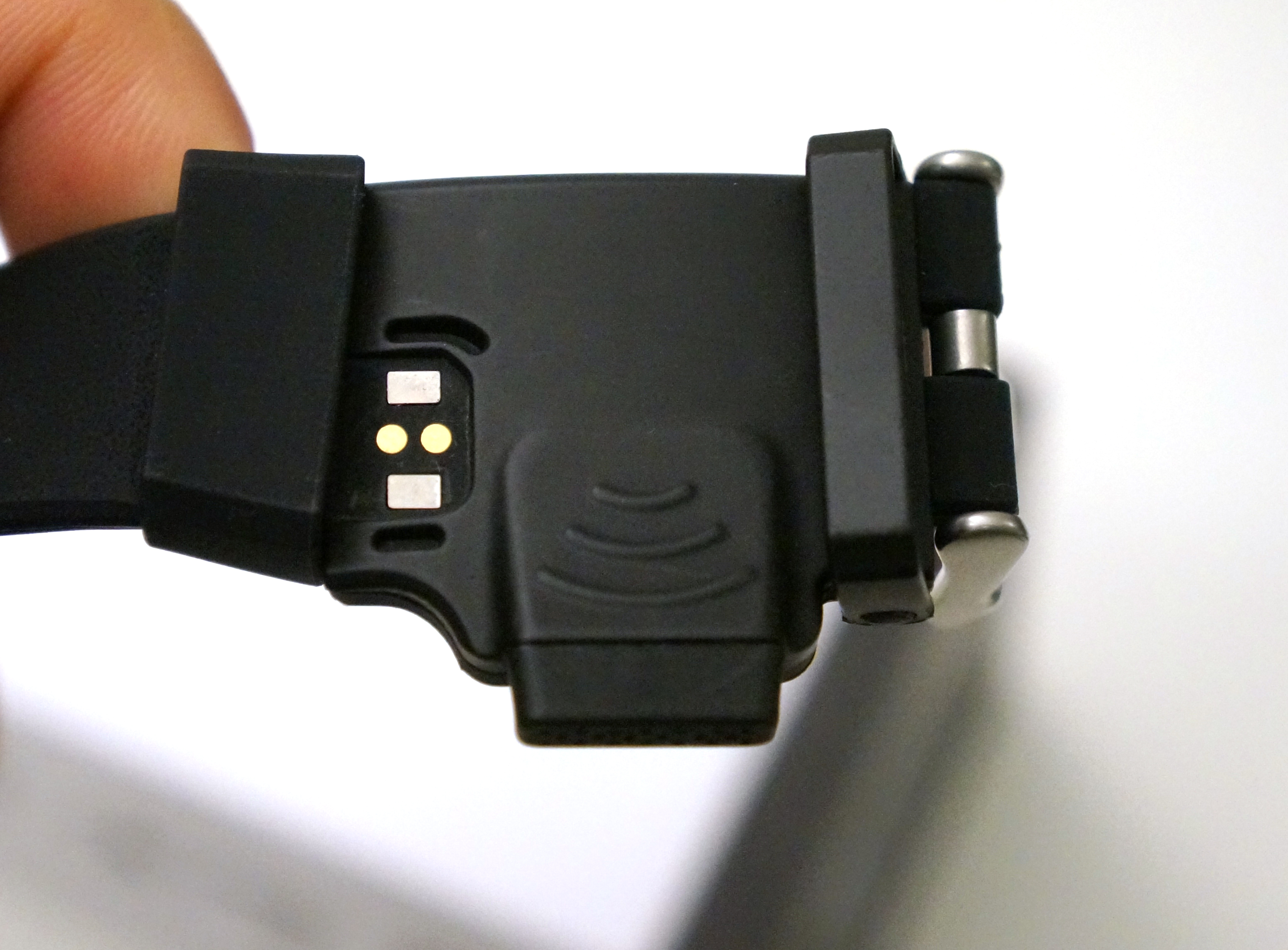
Loa và micro của HOT Watch được gắn trên dây đeo. Chân sạc từ tính ở bên trái.

Tính đến ngày 4 tháng 9 năm 2013, ba chiếc đồng hồ thông minh mới đã được ra mắt: Samsung Galaxy Gear, Sony SmartWatch 2 và Qualcomm Toq. PHTL, một công ty có trụ sở tại Dallas, Texas, đã hoàn thành quá trình huy động vốn cộng đồng trên Kickstarter cho chiếc đồng hồ thông minh HOT Watch của mình vào tháng 9 năm 2013. Thiết bị này cho phép người dùng để điện thoại trong túi vì nó có loa để thực hiện cuộc gọi trong cả môi trường yên tĩnh và ồn ào. Trong một cuộc phỏng vấn vào tháng 9 năm 2013, người sáng lập Pebble Eric Migicovsky cho biết công ty của ông không quan tâm đến bất kỳ đề nghị mua lại nào. Hai tháng sau, ông tiết lộ rằng công ty của mình đã bán được 190.000 chiếc đồng hồ thông minh, hầu hết trong số đó được bán sau khi chiến dịch Kickstarter của họ kết thúc.
Vào tháng 4 năm 2014, Samsung Gear 2 được ra mắt là một trong số ít đồng hồ thông minh được trang bị camera kỹ thuật số. Nó có độ phân giải 2 megapixel và có thể quay video 720p. Tại Hội chợ Điện tử Tiêu dùng (CES) 2014, một số lượng lớn đồng hồ thông minh mới đã được phát hành từ các công ty khác nhau như Razer Inc, Archos, và một số công ty khác, cũng như một vài công ty khởi nghiệp. Một số người đã bắt đầu gọi CES 2014 là "cuộc cách mạng cổ tay" vì số lượng smartwatch được phát hành và lượng công khai khổng lồ mà chúng bắt đầu nhận được vào đầu năm 2014. Tại Google I/O vào ngày 25 tháng 6 năm 2014, nền tảng Android Wear đã được giới thiệu và LG G Watch và Samsung Gear Live đã được phát hành. Moto 360 dựa trên Wear đã được Motorola công bố vào năm 2014. Vào cuối tháng 7, CEO Nick Hayek của Swatch thông báo rằng họ sẽ ra mắt Swatch Touch với công nghệ smartwatch vào năm 2015.
Màn ra mắt đồng hồ thông minh Gear S của Samsung đã được giới truyền thông đưa tin vào cuối tháng 8 năm 2014. Chiếc đồng hồ này có màn hình Super AMOLED cong và modem 3G tích hợp. Samsung bắt đầu bán đồng hồ thông minh Gear S vào tháng 10 năm 2014, cùng với phụ kiện tai nghe Gear Circle. Tại IFA 2014, Sony Mobile đã công bố thế hệ thứ ba của dòng đồng hồ thông minh của mình, Sony Smartwatch 3 chạy Android Wear. Ngoài ra, đồng hồ e-paper của Fashion Entertainments cũng đã được công bố.

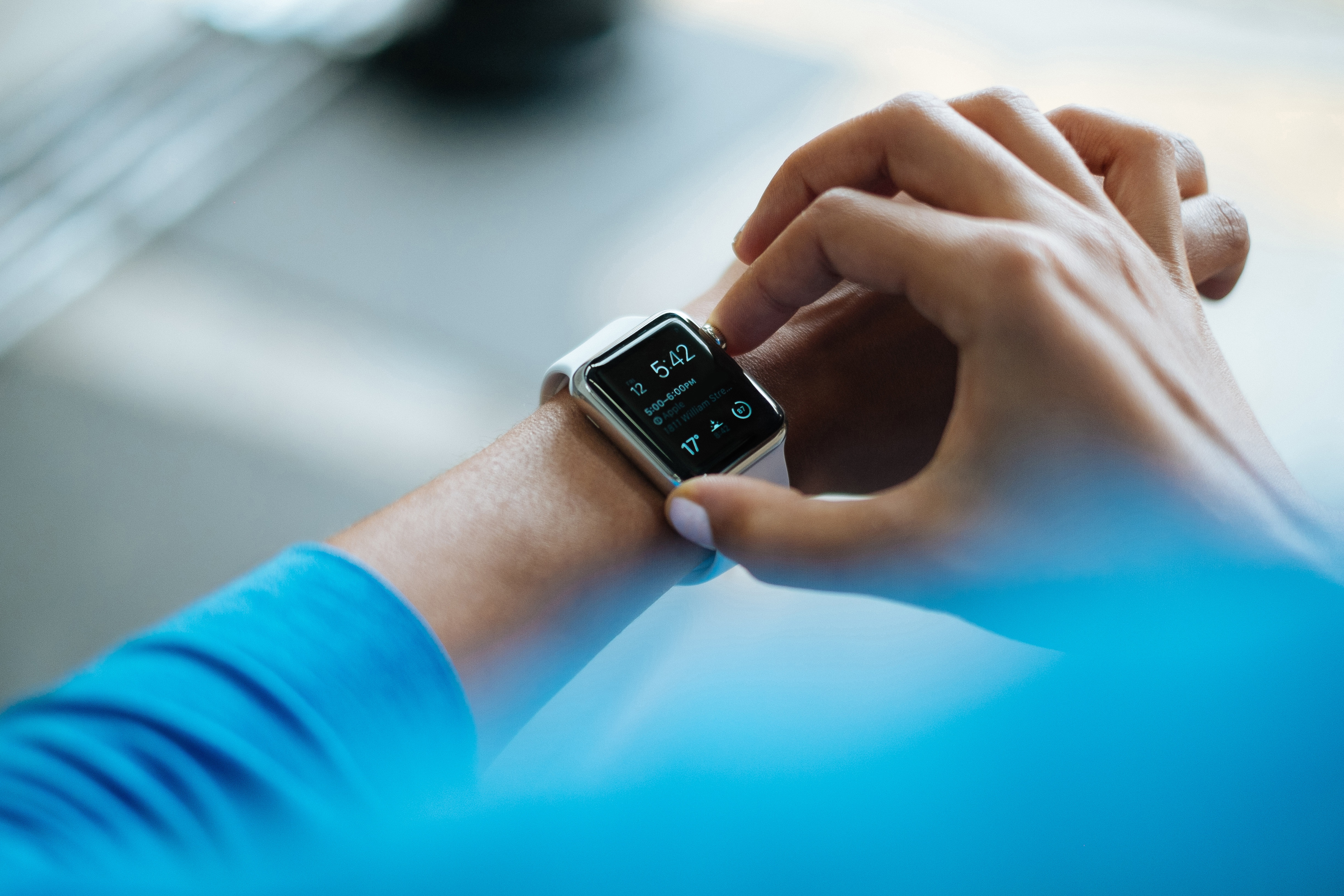
Một người đeo đồng hồ thông minh hiện đại (Apple Watch)

Vào ngày 9 tháng 9 năm 2014, Apple Inc. đã công bố chiếc đồng hồ thông minh đầu tiên của mình, được gọi là Apple Watch, và dự kiến phát hành vào đầu năm 2015. Vào ngày 24 tháng 4 năm 2015, Apple Watch bắt đầu được bán ra trên khắp thế giới. Vào ngày 29 tháng 10 năm 2014, Microsoft đã công bố Microsoft Band, một thiết bị theo dõi sức khỏe thông minh và là sản phẩm đầu tiên của công ty dành cho thiết bị đeo tay kể từ SPOT (Công nghệ Đối tượng Cá nhân Thông minh) một thập kỷ trước đó. Microsoft Band được phát hành với giá 199 đô la vào ngày hôm sau, ngày 30 tháng 10 năm 2014.
Tháng 10 năm 2015, Samsung ra mắt Samsung Gear S2. Đồng hồ có viền xoay để dễ sử dụng và đạt tiêu chuẩn IP68 về khả năng chống nước ở độ sâu 1,5 mét trong 30 phút. Đồng hồ tương thích với dây đeo 20 mm tiêu chuẩn. Tại Hội chợ Điện tử Tiêu dùng (CES) 2016, Razer ra mắt Nabu Watch, một chiếc đồng hồ thông minh hai màn hình. Màn hình đầu tiên tích hợp màn hình nền luôn bật và xử lý các tính năng tiêu chuẩn như ngày và giờ. Màn hình OLED thứ hai, được kích hoạt bằng cách nâng cổ tay, cho phép truy cập vào các tính năng thông minh bổ sung. Hãng đồng hồ xa xỉ TAG Heuer ra mắt TAG Heuer Connected, một chiếc đồng hồ thông minh chạy Android Wear. Ngày 31 tháng 8 năm 2016, Samsung ra mắt đồng hồ thông minh Samsung Gear S3 với thông số kỹ thuật cao hơn. Có ít nhất hai mẫu: Samsung Gear S3 Classic và Samsung Gear S3 Frontier phiên bản LTE.
Những chiếc đồng hồ thông minh hàng đầu được ra mắt tại Hội chợ Điện tử Tiêu dùng (CES) 2017 bao gồm Casio WSD-F20, Misfit Wearables Vapor và Garmin Fenix 5 series. Vào ngày 22 tháng 9 năm 2017, Apple đã ra mắt mẫu Apple Watch Series 3 của mình, cung cấp kết nối LTE cellular tích hợp cho phép gọi điện, nhắn tin và dữ liệu mà không cần dựa vào kết nối điện thoại thông minh gần đó.

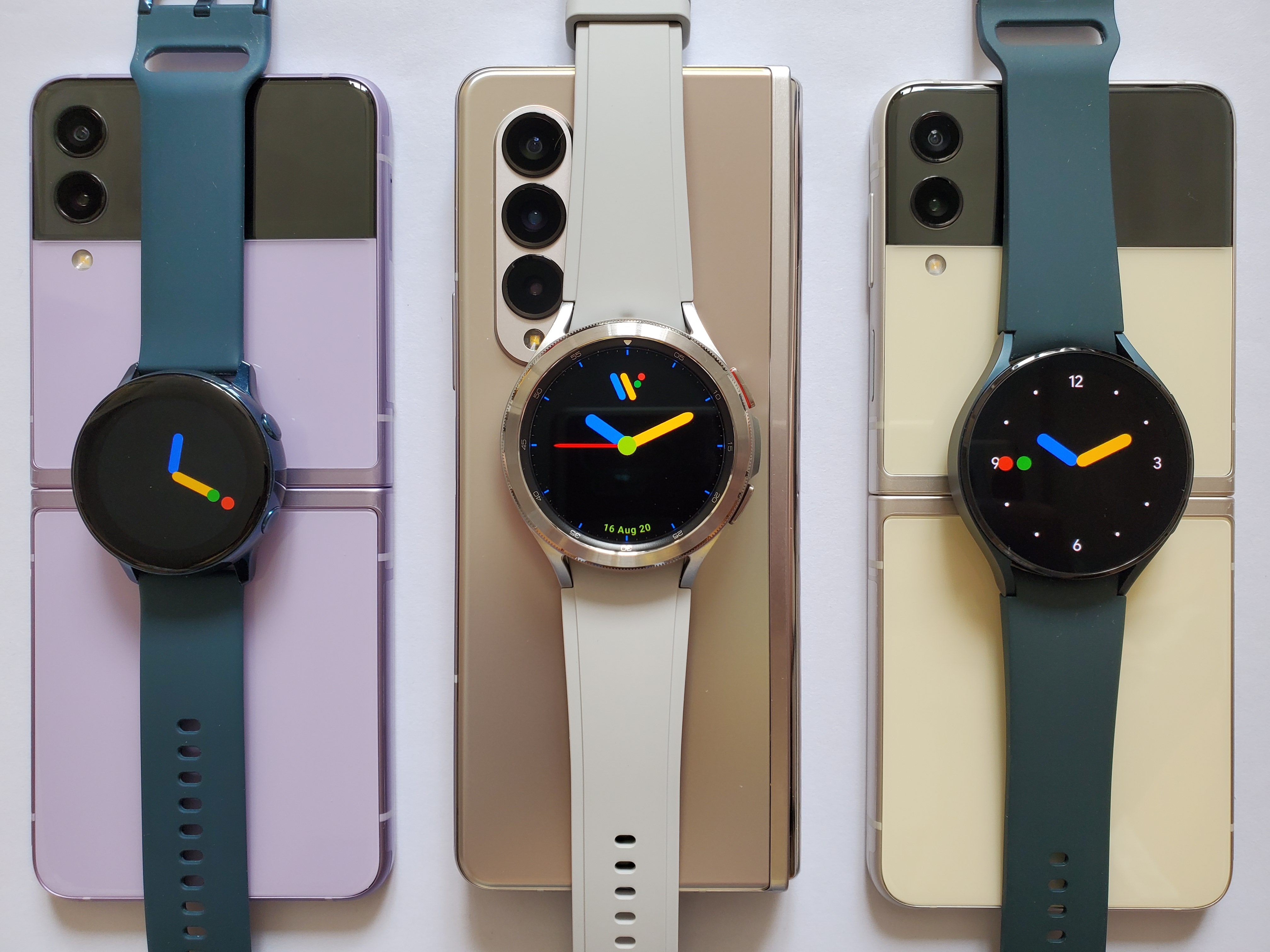
Samsung ra mắt Galaxy Watch cùng với điện thoại thông minh.

Năm 2018, Samsung đã giới thiệu dòng Samsung Galaxy Watch. Trong bài phát biểu chính tháng 9 năm 2018, Apple đã giới thiệu chiếc Apple Watch Series 4 được thiết kế lại. Nó có màn hình lớn hơn với viền mỏng hơn, cũng như tính năng EKG được tích hợp để phát hiện chức năng tim bất thường.

### Thập niên 2020
Năm 2020, Cục Quản lý Thực phẩm và Dược phẩm Hoa Kỳ (FDA) đã cấp phép tiếp thị cho một ứng dụng Apple Watch có tên là NightWare. Ứng dụng này nhằm mục đích cải thiện giấc ngủ cho những người bị ác mộng liên quan đến PTSD bằng cách rung lên khi phát hiện thấy ác mộng đang diễn ra dựa trên việc theo dõi nhịp tim và chuyển động cơ thể.

## Thị trường và mức độ phổ biến
Đồng hồ thông minh đã trở nên phổ biến hơn trong những năm 2010. Ngày nay, chúng thường được sử dụng như thiết bị theo dõi thể dục, giải trí hoặc giao tiếp của điện thoại thông minh. Lượng xuất xưởng đồng hồ thông minh toàn cầu đạt 14 triệu chiếc trong quý 3 năm 2019. Tính đến năm 2019, Apple là nhà dẫn đầu thị trường, theo sau là Samsung, Imoo, Fitbit, Amazfit, Huawei, Fossil và Garmin.

## So sánh phần cứng đồng hồ thông minh
| Sản phẩm            | SKU      | Công bố             | Vi xử lý                        | RAM/Flash | Độ phân giải | Kích thước màn hình (in) | Nặng (oz) | Kích thước (in) | Pin(mAh) | OS                                     | BT     | WLAN | Cell  | GPS | NFC | Sạc không dây |
| ------------------- | -------- | ------------------- | ------------------------------- | --------- | ------------ | ------------------------ | --------- | --------------- | -------- | -------------------------------------- | ------ | ---- | ----- | --- | --- | ------------- |
| Samsung Galaxy Gear | SM-V700  | 4 tháng 9 năm 2013  | Lõi-đơn 800 MHz Exynos4212      | 512MB/4GB | 320x320      | 1.63                     | 2.6       | 1.45x2.23x0.44  | 315      | Android                                | 4.0 LE |      |       |     |     |               |
| Samsung Gear 2      | SM-R380  | 22 tháng 2 năm 2014 | Lõi-kép 1 GHz Exynos3250        | 512MB/4GB | 320x320      | 1.63                     | 2.4       | 1.45x2.30x0.39  | 300      | Tizen                                  | 4.0 LE |      |       |     |     |               |
| Samsung Gear 2 Neo  | SM-R381  | 22 tháng 2 năm 2014 | Lõi-kép 1 GHz Exynos3250        | 512MB/4GB | 320x320      | 1.63                     | 1.94      | 1.49x2.31x0.39  | 300      | Tizen                                  | 4.0 LE |      |       |     |     |               |
| Samsung Gear Live   | SM-R382  | 25 tháng 6 năm 2014 | Lõi-đơn 1.2 GHz MSM8226         | 512MB/4GB | 320x320      | 1.63                     | 2.12      | 1.49x2.57x0.54  | 300      | Android Wear                           | 4.0 LE |      |       |     |     |               |
| Samsung Gear Fit    | SM-R350  | 11 tháng 4 năm 2014 | STM32F439 160 MHz               |           | 128x432      | 1.84                     | 0.95      | 0.92x2.26x0.47  | 210      | Samsung                                | 4.0    |      |       |     |     |               |
| Samsung Gear S      | SM-R750  | 28 tháng 8 năm 2014 | Lõi-kép 1 GHz                   | 512MB/4GB | 360x480      | 2                        |           | 1.57x2.23x0.49  | 300      | Tizen                                  | 4.1    | bgn  | 2G/3G | Có  |     |               |
| LG G Watch          | W100     | 25 tháng 6 năm 2014 | Lõi-tứ 1.2 GHz MSM8226          | 512MB/4GB | 280x280      | 1.65                     | 2.22      | 1.57x1.83x0.39  | 400      | Android Wear                           | 4.0 LE |      |       |     |     |               |
| LG G Watch R        |          | 4 tháng 9 năm 2014  | Lõi-tứ 1.2 GHz MSM8226          | 512MB/4GB | 320x320      | 1.3                      |           | 1.83x1.83x0.43  | 410      | Android Wear                           | 4.0 LE |      |       |     |     |               |
| ASUS ZenWatch       | WI500Q   | 3 tháng 9 năm 2014  | Lõi-tứ 1.2 GHz MSM8226          | 512MB/4GB | 320x320      | 1.63                     | 2.67      | 1.57x1.99x0.37  | 410      | Android Wear                           | 4.0    |      |       |     |     |               |
| Sony SmartWatch 2   | SW2      | 25 tháng 6 năm 2013 | Lõi-đơn 180 MHz CM4             |           | 220x176      | 1.6                      | 2.67      | 1.65x1.61x0.35  | 140      | MicroC/OS-II                           | 3.0    |      |       |     | Có  |               |
| Sony SmartWatch 3   |          | 3 tháng 9 năm 2014  | Lõi-tứ 1.2 GHz                  | 512MB/4GB | 320x320      | 1.6                      | 1.34      | 1.42x2.0x0.39   | 420      | Android Wear                           | 4.0 LE |      |       | Có  | Có  |               |
| Motorola Moto 360   | Moto 360 | 18 tháng 3 năm 2014 | Lõi-đơn 1 GHz TI OMAP 3         | 512MB/4MB | 320x290      | 1.56                     | 1.7       | 1.81x1.81x0.45  | 320      | Android Wear                           | 4.0 LE |      |       |     |     | Qi            |
| Apple Watch         |          | 9 tháng 9 năm 2014  | Apple S1                        |           |              |                          |           | 1.5x1.28x0.5    |          | Watch OS (biến thế smartwatch của iOS) | 4.0 LE | bgn  |       |     | Có  | Inductive     |
| Pebble              |          | 11 tháng 4 năm 2012 | Lõi-đơn STM32F205RE 120 MHz CM3 | 128MB/4MB | 144x168      | 1.5                      | 1.34      | 2.45x1.42x0.45  | 140      | Pebble OS                              | 4.0 LE |      |       |     |     |               |
| Qualcomm ToQ        |          | 4 tháng 9 năm 2013  | 200 MHz CM3                     |           | 288x192      | 1.55                     | 3.2       | 1.7x1.87x0.39   | 240      | QCOM OS                                | 3.0    |      |       |     |     | WiPower       |

## So sánh đồng hồ thông minh
| Đồng hồ thông minh | Công ty | OS               | Android | iOS   | CPU Type            | Bluetooth | NFC   | Tùy chọn phát triển | GPS   | Notify Link Loss Alert | Báo cuộc gọi nhỡ | Báo thời gian | Báo hiển thị nội dung | Gọi thoại  | Tìm điện thoại | Điều khiển giọng nói | Trả lời thông báo | Âm thông báo | Thông báo đèn nền | Báo rung | Cảm biến gần | Con quay   | Từ kế | Đa chạm | Gia tốc | Chống nước   | Màn hình hiển thị đồng hồ | Kích thước màn hình, Inches | Độ phân giải, pixels | Công nghệ màn hình     | Pin trung bình, ngày | Dung lượng pin, mAh | Công nghệ pin | Đường kính, mm | Mỏng, mm   | Vòng cổ tay, mm | Nặng, g    | Tùy chọn vòng tay | Vòng tay thay thế | LED Flashlight |
| ------------------ | ------- | ---------------- | ------- | ----- | ------------------- | --------- | ----- | ------------------- | ----- | ---------------------- | ---------------- | ------------- | --------------------- | ---------- | -------------- | -------------------- | ----------------- | ------------ | ----------------- | -------- | ------------ | ---------- | ----- | ------- | ------- | ------------ | ------------------------- | --------------------------- | -------------------- | ---------------------- | -------------------- | ------------------- | ------------- | -------------- | ---------- | --------------- | ---------- | ----------------- | ----------------- | -------------- |
| HOT Smart Watch    | PHTL    | Proprietary      | 2.3-4.2 | 5-7   | Cortex M3 Processor | 4.0       | Không | Có                  | Không | Có                     | Không            | Không         | Có                    | Có         | Có             | Có                   | Có                | Có           | Có                | Có       | Không        | Có         | Không | Có      | Có      | Splash Proof | Digital                   | 1.26                        | Không biết           | Black and White ePaper | 3                    | Không biết          | Không biết    | 54             | 8          | 24.4            | Không biết | Không biết        | Không             | Có             |
| Pebble             | Pebble  | Pebble OS        | 2.3-4.2 | 5-7   | ARM Cortex-M3       | 4.0       | Không | Có                  | Không | Không                  | Có               | Có            | Có                    | Không      | Không          | Không                | Không             | Không        | Có                | Có       | Có           | Không      | Có    | Không   | Có      | 50m (5 atm)  | Digital                   | 1.26                        | 144x168              | Black and White ePaper | 7                    | 140                 | Lithium-ion   | 58.4           | 11         | 22              | 121        | White, Black      | Có                | Không          |
| Pebble Steel       | Pebble  | Pebble OS        | 2.3-4.2 | 5-7   | ARM Cortex-M3       | 4.0       | Không | Có                  | Không | Không                  | Có               | Có            | Có                    | Không      | Không          | Không                | Không             | Không        | Có                | Có       | Có           | Không      | Có    | Không   | Có      | 50m (5 atm)  | Digital                   | 1.26                        | Không biết           | Black and White ePaper | Không biết           | Không biết          | Không biết    | Không biết     | Không biết | Không biết      | Không biết | Không biết        | Có                | Không          |
| SmartWatch 2       | Sony    | Micrium uC/OS-II | 4.0+    | Không | Không biết          | 3.0       | Có    | Có                  | Có    | Không biết             | Không biết       | Không         | Có                    | Không biết | Không biết     | Không biết           | Không biết        | Không biết   | Có                | Có       | Không        | Không biết | Không | Có      | Có      | Splash Proof | Digital                   | 1.6                         | 220x176              | LCD                    | 4                    | Không biết          | Không biết    | 58.6           | 9          | 24              | 123        | Không biết        | Có                |                |

## Dành cho trẻ em và người lớn tuổi
Ở Trung Quốc, kể từ khoảng năm 2015, đồng hồ thông minh đã trở nên phổ biến trong giới học sinh. Chúng được quảng cáo trên truyền hình khắp Trung Quốc như một thiết bị an toàn mà trẻ em có thể gọi trong trường hợp khẩn cấp. Các thiết bị thường có màu sắc sặc sỡ và được làm bằng nhựa. Chúng thường không có màn hình trừ khi nhấn nút. Những chiếc đồng hồ thông minh này có chức năng hạn chế, chủ yếu là có thể thực hiện cuộc gọi, hiển thị thời gian và đôi khi là nhiệt độ không khí. Chúng có giá khoảng từ 100 đến 200 đô la Mỹ.
Đồng hồ thông minh dành cho trẻ em cũng được bán ở các quốc gia khác. Một số đồng hồ thông minh cũng có thể giúp người già hoặc người khuyết tật, báo cáo vị trí của họ cho người chăm sóc nếu họ ngã hoặc bị lạc.